# 용산역사박물관
용산역사박물관은 서울특별시 용산구에 있는 역사 박물관이다.

## 연혁
- 2022년 3월 23일 개관.